# Duripelta otara
Duripelta otara là một loài nhện trong họ Orsolobidae.
Loài này thuộc chi Duripelta. Duripelta otara được Raymond Robert Forster & Norman I. Platnick miêu tả năm 1985.